# Björn Krupp
Björn Krupp (* 6. März 1991 in Amherst, New York) ist ein US-amerikanisch-deutscher Eishockeyspieler, der seit Juni 2021 erneut bei den Grizzlys Wolfsburg aus der Deutschen Eishockey Liga (DEL) unter Vertrag steht und dort auf der Position des Verteidigers spielt. Zuvor war Krupp bereits einmal fünf Jahre lang für Wolfsburg aktiv und spielte darüber hinaus für die Kölner Haie und Adler Mannheim in der DEL. Er ist der Sohn des ehemaligen NHL-Profis sowie ersten deutschen Stanley-Cup-Gewinners Uwe Krupp.

## Karriere

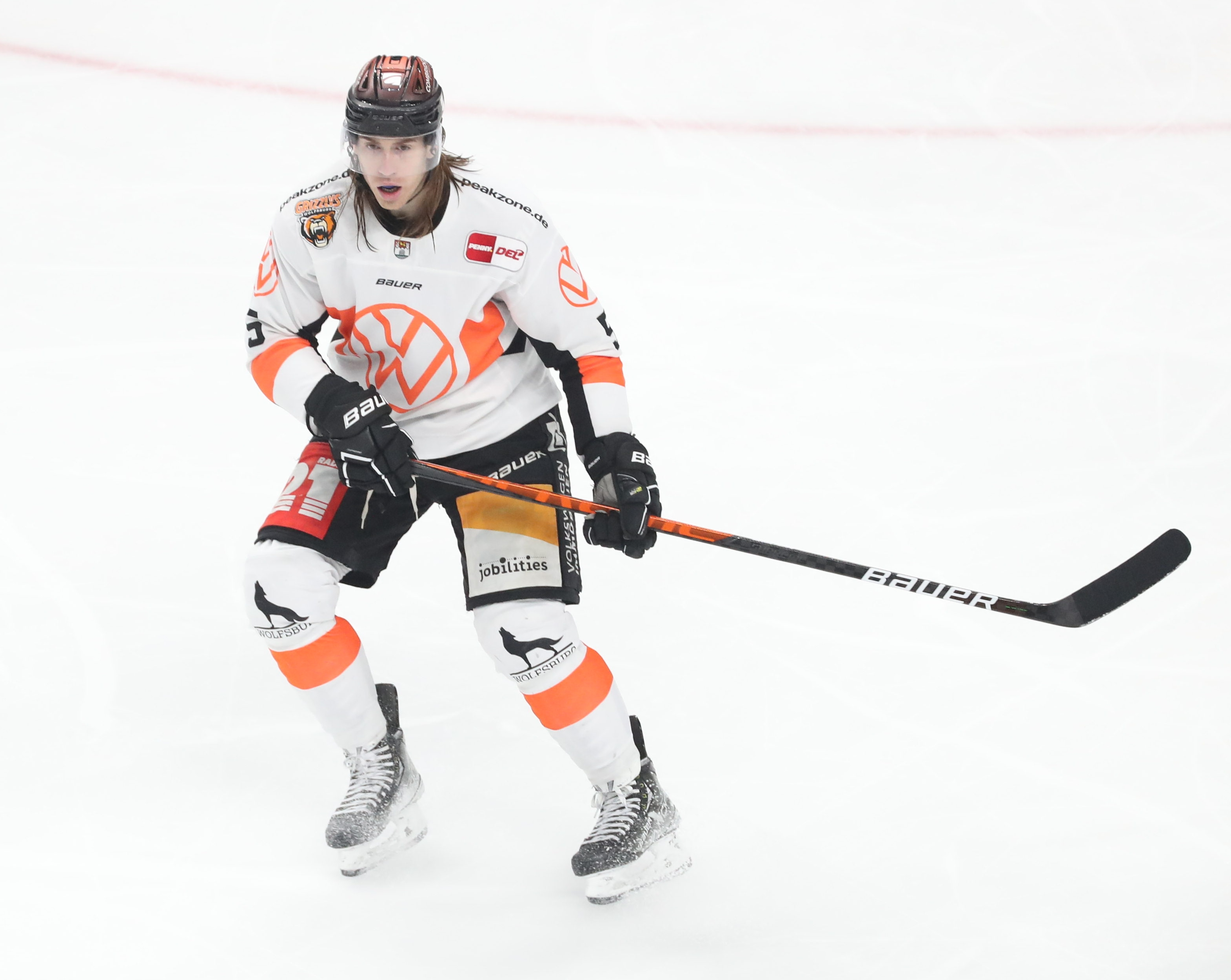
Krupp im Trikot der Grizzlys Wolfsburg (2022)

Krupp begann seine Karriere bei diversen Jugendteams in den USA und wurde auch von seinem Vater angelernt. In der Spielzeit 2007/08 war er für das US-amerikanische U17-Nationalteam im USA Hockey National Team Development Program aktiv. Von 2008 bis 2011 spielte er drei Spielzeiten für die Belleville Bulls in der Ontario Hockey League, einer der drei großen kanadischen Nachwuchsligen.
Während der Spielzeit 2009/10 unterzeichnete der Linksschütze einen Rookie-Einstiegsvertrag beim NHL-Klub Minnesota Wild, wechselte aber zur Saison 2011/12 zum DEL-Klub Kölner Haie, wo er einen Dreijahresvertrag unterzeichnete. Dort wurde Krupp zwischen 2011 und 2014 von seinem Vater trainiert und erreichte mit den Haien in den Spielzeiten 2012/13 und 2013/14 zweimal in Folge das Play-off-Finale der DEL, wo man sich jedoch den jeweiligen Gegnern Eisbären Berlin bzw. ERC Ingolstadt geschlagen geben musste. 
Im Dezember 2014 wurde der Verteidiger auf eigenen Wunsch bis zum Ende der Saison 2014/15 an den Ligakonkurrenten Grizzly Adams Wolfsburg verliehen, welche ihn im April 2015 fest verpflichteten. Mit den Grizzlys erreichte er 2016 und 2017 erneut zweimal in Folge das DEL-Playoff-Finale, das sein Team jeweils gegen den EHC Red Bull München verlor. In der Saison 2017/18 erreichte er mit seiner Mannschaft das Playoff-Viertelfinale, das diese gegen den späteren Finalisten Eisbären Berlin in fünf Spielen verlor. In der Folgesaison verpasste er mit Wolfsburg die Playoff-Plätze, als seine Mannschaft lediglich den zwölften Tabellenplatz nach der Hauptrunde belegte. Während jener Saison gaben die Adler Mannheim am 16. November 2018 bekannt, dass Krupp für die kommenden drei Spielzeiten verpflichtet worden sei.
Die Spielzeit 2019/20 beendete der amtierende Titelträger als Hauptrundenzweiter, jedoch wurden die Playoffs wegen der COVID-19-Pandemie in Deutschland abgesagt und kein Meister ermittelt. Die darauf folgende Saison schlossen die Mannheimer sogar als Tabellenführer der DEL-Gruppe Süd ab, scheiterten jedoch im Halbfinale an Krupps ehemaligen Verein aus Wolfsburg. Insgesamt absolvierte Krupp für die Adler 75 Einsätze in der DEL. Ende April 2021 wurde bekannt, dass Krupp den Verein nach zwei Spielzeiten wieder in Richtung Wolfsburg verlassen würde und erhielt einen Vertrag über drei Jahre. Sein Vertrag wurde Ende Mai 2023 vorzeitig bis 2026 verlängert.

## Erfolge und Auszeichnungen
| - 2013 Deutscher Vizemeister mit den Kölner Haien - 2014 Deutscher Vizemeister mit den Kölner Haien - 2016 Deutscher Vizemeister mit den Grizzlys Wolfsburg | - 2017 Deutscher Vizemeister mit den Grizzlys Wolfsburg - 2018 Silbernes Lorbeerblatt |

### International
- 2008 Silbermedaille bei der World U-17 Hockey Challenge
- 2018 Silbermedaille bei den Olympischen Winterspielen

## Karrierestatistik
Stand: Ende der Saison 2024/25

### International
| Vertrat die USA bei: - World U-17 Hockey Challenge 2008 | Vertrat Deutschland bei: - Weltmeisterschaft 2015 - Olympischen Winterspielen 2018 - Weltmeisterschaft 2018 |

(Legende zur Spielerstatistik: Sp oder GP = absolvierte Spiele; T oder G = erzielte Tore; V oder A = erzielte Assists; Pkt oder Pts = erzielte Scorerpunkte; SM oder PIM = erhaltene Strafminuten; +/− = Plus/Minus-Bilanz; PP = erzielte Überzahltore; SH = erzielte Unterzahltore; GW = erzielte Siegtore; 1 Play-downs/Relegation; Kursiv: Statistik nicht vollständig)

## Persönliches
Krupp wurde in Amherst bei Buffalo geboren. Nach der Trennung seiner Eltern 1996 zog er mit Mutter und Bruder Cedric zurück nach Deutschland. Ab 2002 lebte er bei seinem Vater in den Vereinigten Staaten, der zu diesem Zeitpunkt bei den Atlanta Thrashers spielte, und begann dort, im Alter von elf Jahren, mit dem Eishockeysport.